# Никитчук, Иван Игнатьевич
Иван Игнатьевич Никитчук (21 мая 1944, Трискини, Ровенская область — 4 октября 2023, Москва) — российский политик. Депутат Государственной думы Российской Федерации II (1995—1999), III (1999—2003) и VI созыва (с 17 декабря 2011), член фракции КПРФ. Первый заместитель Председателя Комитета Государственной Думы по природным ресурсам, природопользованию и экологии, депутат Нижегородского Законодательного собрания, городского Совета и городской Думы г. Арзамас-16. Председатель общественной организации «Российские учёные социалистической ориентации» с 1 июня 2014 года, член Союза писателей РФ, академик Международной академии информатизации и академик Российской академии космонавтики.

## Биография
Родился 21 мая 1944 года в селе Трискини Ровенской области. В 1951 году семья переехала в Одесскую область (село Макаровка, Цебриковского района)
Окончил Орджоникидзевскую среднюю школу с серебряной медалью, Криворожский горный техникум, работал на шахте «Южная» рудоуправления имени 20-го партсъезда (Кривой Рог).
Окончил Харьковский авиационный институт (1970). Защитил кандидатскую и докторскую диссертации. Работал в ВНИИЭФ (Арзамас-16) с 1969 года, занимался испытаниями и прогнозированием гарантийных сроков эксплуатации ядерного оружия.
В 1984—1987 годах — заместитель секретаря парткома ВНИИЭФ. В 1987—1991 годах — второй, первый секретарь ГК КПСС Арзамас-16.
В 1995 году избран депутатом Госдумы по Арзамасскому одномандатному избирательному округу № 118, входил в Комитет по конверсии и наукоемким технологиям.
В 1999 году вновь избран депутатом Государственной думы.
Работал в Комитетах Государственной Думы по наукоёмким технологиям, по собственности, регламенту и организации работы Государственной Думы, представлял Государственную Думу в Ассамблее Западноевропейского союза (АЗЕС), являлся координатором фракции Компартии в Государственной Думе, заместителем председателя депутатской группы по связям с парламентом Украины, членом депутатских групп по связям с парламентами Кубы, ЮАР, Швеции и Франции. Он автор (соавтор) ряда федеральных законов и постановлений Государственной Думы, многочисленных депутатских запросов и обращений в различные инстанции.
После завершения работы в Государственной Думе (2003 год) работал в аппарате ЦК КПРФ (заведующий сектором промышленной политики), главным референтом фракции КПРФ. В 2007 году был избран депутатом Нижегородского Законодательного собрания. В 2011 году избран депутатом Госдумы, член фракции КПРФ.
Похоронен на Митинском кладбище города Москвы.

## Законодательные инициативы
Является автором целого ряда законопроектов, направленных на защиту интересов избирателей, в том числе на защиту обманутых вкладчиков и дольщиков жилья, против повышения пенсионного возраста, против передачи США 500 тонн оружейного урана и др. И. И. Никитчук выступил с законодательной инициативой о запрещении продажи табачных изделий женщинам до 40 лет, а также всем женщинам в присутствии их несовершеннолетних детей. Разработка и внесение настоящего законопроекта была продиктована необходимостью всемерной охраны материнства и детства, в том числе от вредных последствий потребления табака. Автор документа мотивирует необходимость подобных запретов тем, что женское курение бьёт по репродуктивной системе организма, что представляет урон для «генетического фонда нации».
В январе 2016 года Государственная дума рассмотрела в первом чтении законопроект, наказывающий за «публичное выражение нетрадиционных отношений». Группа депутатов с Иваном Никитчуком из фракции КПРФ предложила поправки в Кодекс об административных правонарушениях: за публичное проявление гомосексуального поведения предлагалось установить штраф. В случае «демонстрации чувств» в образовательных или культурных учреждениях пара по законопроекту подлежит административному аресту на срок до 15 суток.

## Публикации
- Договор СНВ-2 — простым взглядом / С. Т. Брезкун, И. И. Никитчук. — ИНФО, 1996.
- Никитчук И. И., Брезкун С. Т. XXI век: будет ли у России ядерный оружейный комплекс? — М.: Издание Государственной Думы, 1998. — 72 с. — 1000 экз.[2]
- Никитчук И. И. Заметки на полях смутного времени: сборник публикаций и выступлений / И. И. Никитчук. — Арзамас: Арзамаскомплектавтоматика, 2000. — 512 с. ISBN 5-7269-0083-9.
- Никитчук И. И.В поисках истины (сборник статей)
- Никитчук И. И. В начале пути (автобиографическая повесть)
- Никитчук И. И. Пророк (роман о последних днях жизни М. Ю. Лермонтова)
- Никитчук И. И. Капкан для Александра Пушкина
- Никитчук И. И. Закованный Прометей (роман о жизни и смерти Т. Г. Шевченко)
- Никитчук И. И. Украинский Чапаев (роман о жизни героического комдива Н. Щорса)
- Никитчук И. И. Освобождение дьявола (повесть о создании первой советской атомной бомбы РДС-1)
- Никитчук И. И. Пламя мести (повесть о комсомольцах-подпольщиках)
- Никитчук И. И. Мятущаяся Украина (история Украины от древних времен до наших дней)

## Награды
- Благодарность Правительства Российской Федерации (17 декабря 2014 года) — за заслуги в законотворческой деятельности и многолетний добросовестный труд[5].